# Dziennik Poznański
Dziennik Poznański (Ziarul Poznańului) a fost un ziar în limba poloneză, publicat la Poznań în perioada 1859-1939.
Ziarul a fost fondat în 1859 de către un grup de proprietari de terenuri liberali, condus de Hipolit Cegielski, și a avut inițial o orientare liberală, devenită ulterior mai conservatoare. El a fost redactat în decursul timpului de Władysław Bentkowski, Hipolit Cegielski, Józef Jagielski și Franciszek Dobrowolski. Cel mai cunoscut redactor-șef a fost Franciszek Dobrowolski. Sub conducerea sa, Dziennik Poznański a devenit cea mai respectată publicație în limba poloneză din Poznań. Dobrowolski a făcut din jurnalism o profesie respectată în Poznań. El însuși a scris puțin, dar a selectat foarte atent materialul publicat. Reputația înaltă a ziarului a favorizat atragerea pe post de colaboratori a unor scriitori polonezi bine-cunoscuți precum Henryk Sienkiewicz, Marcello Motti, Eliodor Sventsitsky, Maximilian Yatskovsky și Heinrich Schumann.
Publicarea ziarului a fost întreruptă în 1939, dar a fost reluată pentru scurt timp în perioada 1991-1999.